# Себийо, Поль
Поль Себийо (фр. Paul Sébillot; 6 февраля 1843, Матиньон — 23 апреля 1918, Париж) — французский фольклорист, этнограф, художник и писатель. Собирал и изучал народное творчество, считается одним из основоположников французской фольклористики.

## Биография
Поль Себийо родился в 1843 году, в семье врача Пьера Себийо, предки которого на протяжении нескольких поколений также были врачами. Когда ребёнку было десять лет, умерла его мать; в том же году он поступил в коллеж Динана. В 1860 году один из соучеников дал ему почитать Le foyer breton Эмиля Сувестра, с чего и началось его увлечение фольклором: Поль начал собирать и записывать народные сказки.

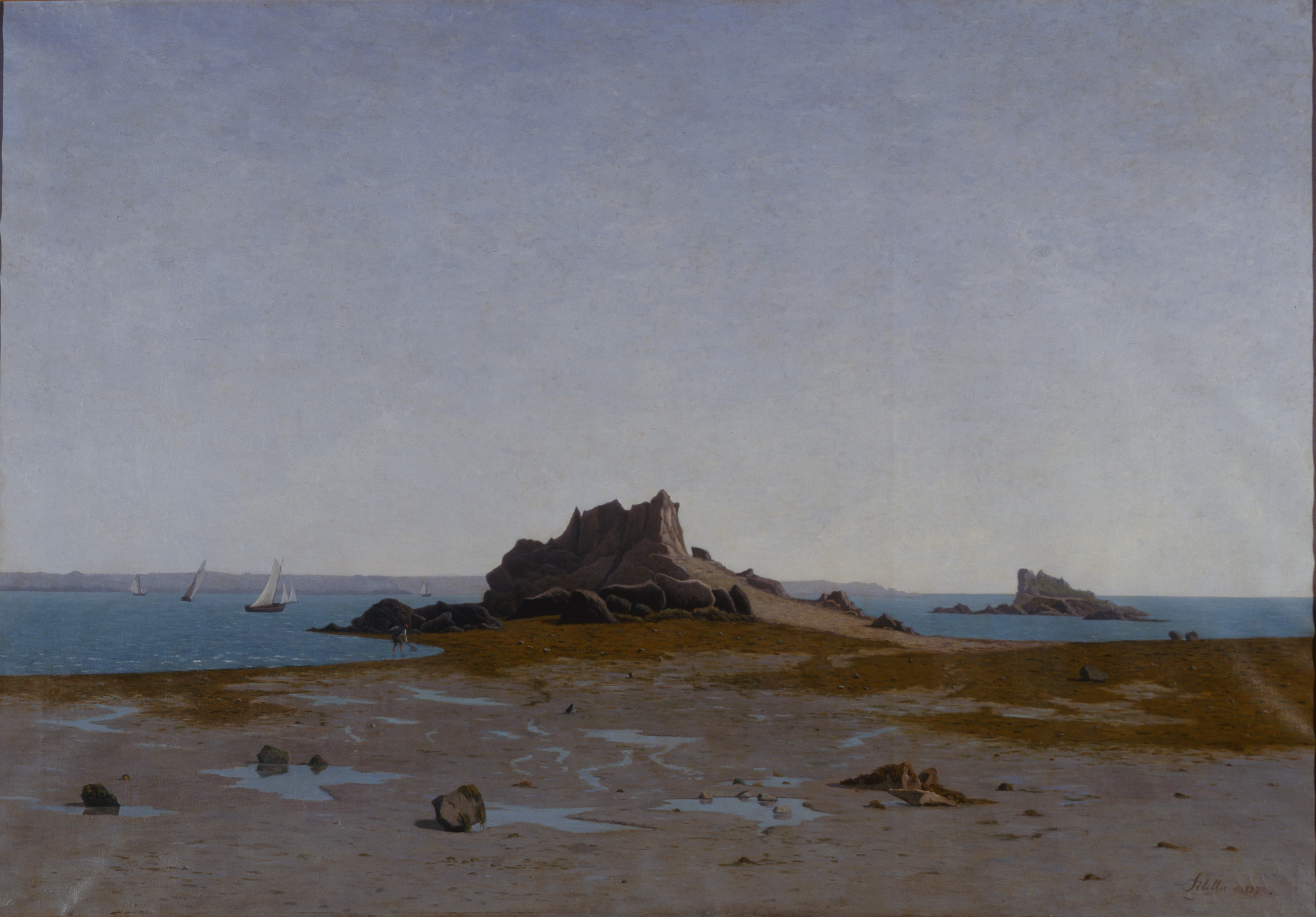
П. Себийо. Устье Триё. Рош-Ир. 1879. Музей истории и искусства Сен-Бриё

С 1862 года Себийо изучал право в Ренне; в 1864 году он приехал в Париж, чтобы завершить образование. Однако, почувствовав тягу к искусству, отказался от намерения посвятить себя юриспруденции и начал брать уроки живописи у Огюстена Фейена-Перрена. Себийо писал преимущественно пейзажи и в 1870 году впервые выставил в Салоне один из них. Впоследствии он неоднократно выставлялся в салонах, где его картины имели успех, однако в 1883 году оставил занятия живописью.
В конце 1860-х годов Себийо увлёкся политикой и сблизился с Ивом Гюйо, на сестре которого женился в 1875 году. В том же году он написал брошюру La République c’est la tranquillité, которая имела большой резонанс и многократно переиздавалась. Бретонский поэт, журналист и собиратель фольклора Франсуа-Мари Люзель попросил у автора разрешения перевести брошюру на бретонский язык. В общении с Люзелем Себийо рассказал ему о своём опыте собирания бретонского фольклора, и тот посоветовал ему продолжать, дав ряд советов и рекомендаций. В 1879 году Люзель познакомил его с этнологом Анри Гедозом; впоследствии Себийо, Гедоз и друг последнего Эжен Роллан совместно осуществят ряд публикаций в области этнографии и фольклористики.

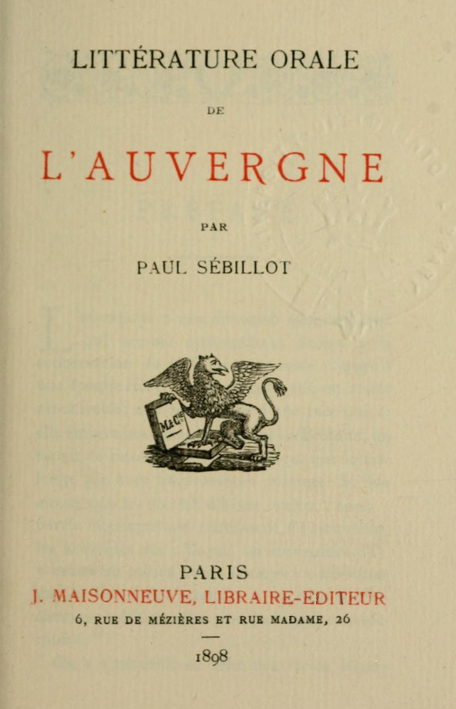
Титульный лист издания Littérature orale de L’Auvergne (1898)

В 1880 году Себийо издал сборник народных бретонских сказок Contes populaires de la Haute-Bretagne, за которым последовали Contes des paysans et des pêcheurs («Сказки крестьян и рыбаков», 1880) и Contes des marins («Сказки моряков», 1882). Помимо сказок, Себийо собирал и другие формы устного народного творчества; в числе прочего им были опубликованы Traditions et superstitions de la Haute-Bretagne («Традиции и поверья Верхней Бретани», 1882), Petites légendes chrétiennes de la Haute-Bretagne («Христианские легенды Верхней Бретани», 1885), Devinettes de la Haute-Bretagne («Загадки Верхней Бретани», 1886), Petite légende dorée de la Haute-Bretagne («Малая Золотая легенда Верхней Бретани», 1897), Joyeuses histoires de la Bretagne («Забавные истории Бретани», 1910) и т. п. В 1885 году Себийо основал «Общество народных традиций» (Société des traditions populaires), выпускавшее собственный журнал, Revue des Traditions Populaires, которым Себийо руководил вплоть до своей смерти и в котором регулярно публиковал собственные статьи. Главным трудом Поля Себийо стал четырёхтомный «Фольклор Франции» (1904—1907), в котором он обобщил и систематизировал материал, собранный за годы деятельности основанного им общества и журнала. Это монументальное издание содержало сведения о разнообразных обычаях, верованиях, приметах и народном творчестве. Себийо применил в нём ранее разработанные им методы тематической классификации и рубрикации; первый том, Le ciel et la terre, был посвящён народным представлениям о небе и земле; второй, La mer et les eaux douces, — преданиям о морях, реках, иных водоёмах, а также связанным с водой обрядам; третий, La faune et la flore, — поверьям о мире живой природы; четвёртый, Le peuple et l’histoire, — представлениям об истории человека, его происхождении, становлении культуры и общества.
Поль Себийо был членом многочисленных научных сообществ, в том числе основанной им бретоно-нормандской ассоциации La Pomme, Парижского общества антропологии (Société d’anthropologie de Paris), Общества литераторов (Société des gens de lettres), Общества лингвистов (Société linguistique) и др. По его инициативе и под его руководством в Париже в 1889 и 1900 годах прошли первые международные конгрессы фольклористов. С 1889 по 1893 год, когда Ив Гюйо был министром публичных работ, Себийо занимал при нём должность главы кабинета. В 1889 году он стал кавалером Ордена Почётного легиона.
Поль Себийо умер 23 апреля 1918 года в Париже. В 2008 году в Фужере состоялась международная конференция, посвящённая Себийо и его обширному наследию.